# Ziegleria denarius
Ziegleria denarius is een vlinder uit de familie van de Lycaenidae. De wetenschappelijke naam van de soort werd als Tmolus denarius in 1872 gepubliceerd door Butler & Druce.

## Synoniemen
- Thecla calena Hewitson, 1877
- Thecla plusios Godman & Salvin, 1887
- Kisutam simplisis Johnson & Kroenlein, 1993